# سلوى روضة شقير
سلوى روضة شقير (24 يونيو 1916 – 26 يناير 2017)، هي رسامة ونحاتة لبنانية. تُعتبر أول فنانة تجريدية بلبنان، على الرغم من عدم بيع أي من أعمالها حتى سنة 1962.

## الحياة والعمل
وُلدت شقير في بيروت سنة 1916، بدأت الرسم في استوديوهات الفنانين اللبنانيين مصطفى فروخ (1935) وعمر الأنسي (1942). يعتبر معرضها في المتحف الثقافي العربي في بيروت سنة 1948 أول معرض في العالم العربي في مجال الفن التجريدي. غادرت لبنان سنة 1948 متجهة نحو باريس، حيث درست هناك في المدرسة الوطنية العليا للفنون الجميلة. وقامت بحضور استوديو فرناند ليجيه. سنة 1950، شاركت شقير في صالون الواقعيات الجديد (بالفرنسية: Salon des Réalités Nouvelles)‏ في باريس وكانت من أوائل الفنانين العرب الذين شاركوا في هذا المعرض. سنة 1951، أقامت معرضاً فردياً في معرض Colette Allendy والذي لقي إقبالاً في باريس أكثر منه في بيروت.
سنة 1959، بدأت في التوجه إلى مجال النحت، والذي أصبح اهتمامها الرئيسي منذ سنة 1962. مُنحت عام 1963 جائزة المجلس الوطني للسياحة لنحتها تمثالاً صخرياًَ لموقع عام في بيروت. في عام 1974، قامت جمعية الفنانيين اللبنانيين برعاية معرض استعراضي فخري لعملها في المجلس الوطني للسياحة في بيروت. فازت سنة 1985 بجائزة تقدير من الاتحاد العام للرسامين العرب. حصلت على ميدالية من الحكومة اللبنانية سنة 1988. سنة 2011، قام صالح بركات بتنظيم معرض استرجاعي لأعمالها، تم تقديمه في مركز بيروت للمعارض.

## معارض منفردة
- سلوى روضة شقير، معنى الفردية، معنى التعددية، «المتحف العربي للفن الحديث، الدوحة، برعاية لورا بارلو».

النماذج الشريفة، سلوى روضة شقير، معرض مقام الفن، بيروت، 2010.
- انعكاسي الزمن، سلوى روضة شقير، مركز العرض ببيروت، 2011.[17]
- سلوى روضة شقير، مرح عصري، 2013.[18][19]

## معارض جماعية
- الطريق إلى السلام، مركز بيروت للفن، 2009.[20]
- فن لبنان، مركز العرض ببيروت، 2012.[21]

ملحوظة
بعض المصادر الأخرى تعتبر معرضها المقام في جامعة سانت جوزيف عام 1952، هو الأول في تمثيل الفن التجريدي في الشرق الأوسط.